# Erytrea na letnich igrzyskach olimpijskich
Reprezentacja Erytrei na letnich igrzyskach olimpijskich po raz pierwszy wystartowała podczas igrzysk w Sydney 2000 roku. Wtedy to wystartowało trzech zawodników (2 mężczyzn i 1 kobieta) w lekkoatletyce.
Jedynym jak dotąd medalistą jest Zersenay Tadese, który zdobył brązowy medal w biegu na 10000 m podczas igrzysk w 2004 roku.

## Klasyfikacja medalowa
| Miejsce             | Złoto | Srebro | Brąz | Razem |
| ------------------- | ----- | ------ | ---- | ----- |
| 2000 Sydney         | 0     | 0      | 0    | 0     |
| 2004 Ateny          | 0     | 0      | 1    | 1     |
| 2008 Pekin          | 0     | 0      | 0    | 0     |
| 2012 Londyn         | 0     | 0      | 0    | 0     |
| 2016 Rio de Janeiro | 0     | 0      | 0    | 0     |
| 2020 Tokio          | 0     | 0      | 0    | 0     |
| 2024 Paryż          | 0     | 0      | 0    | 0     |

## Medaliści letnich igrzysk olimpijskich z Erytrei

### Złote medale
Brak

### Srebrne medale
Brak

### Brązowe medale
| Zawodnik        | Dyscyplina sportowa | Konkurencja              | Igrzyska   |
| --------------- | ------------------- | ------------------------ | ---------- |
| Zersenay Tadese | Lekkoatletyka       | bieg na 10000 m mężczyzn | Ateny 2004 |